# Puls Miasta
Puls Miasta – telewizyjny program informacyjny Telewizji Kujawy, który emitowany jest codziennie. Program powstał w 1995 roku.

## Godziny emisji
"Puls Miasta" emitowany jest o każdej pełnej godzinie, z tym że w godz. od 6.00-16.00 nadawany jest program z dnia poprzedniego. Od 17.20-0.00 emitowane są aktualne wydania.

## Opis programu
Puls Miasta trwa ok. 10-20 minut. Pokazywane są w nim najważniejsze informacje z Włocławka i okolic. W soboty i niedziele w Pulsie Miasta emitowane jest podsumowanie wydarzeń z całego tygodnia, wtedy program trwa od 60 do 80 minut.

## Prezenterzy programu
Dawniej:
- Monika Budzeniusz
- Rafał Maślanka
- Karolina Rutkowska
- Agata Keplin
- Małgorzata Czekryszew
- Lena Wołkowyska
- Andrzej Koziński
- Monika Urbańska
- Anna Zawitowska
- Iwona Urbańska
- Łukasz Zasada

Obecnie (od października 2012r.) program nie posiada prezenterów. W serwisie prezentowane są tylko materiały dziennikarzy.

## Ciekawostki
- 13 lipca 2009 roku po raz pierwszy w "Pulsie Miasta" została zmieniona czołówka i grafika.
- Od kwietnia 2010 r. program nadawany jest w formacie 16:9
- 1 września 2016 r. serwis zyskał nową oprawę graficzną i muzyczną.